# Gorütosz

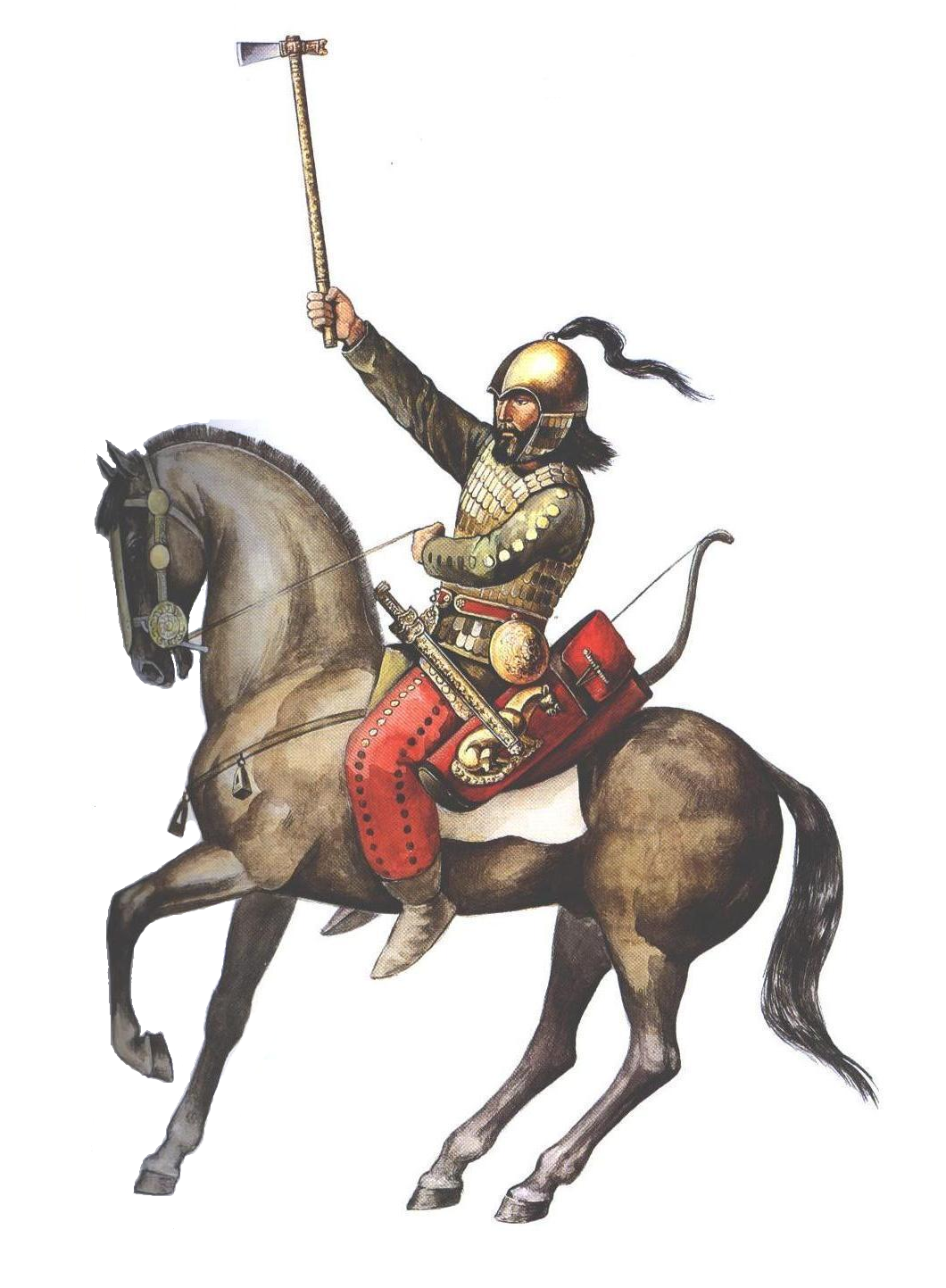
Szkíta lovasíjász íjtegezzel

Gorütosz azaz íjtegez az íj tartására, tárolására szolgál, az íjászok felszerelésének része. A nyíltegezhez hasonlóan szintén oldalt hordták. A korábbi korok vezető rétegének temetkezéseiben gyakran gazdagon díszített példányok kerültek elő. Feltételezhető hogy a szkíta aranyszarvasokként ismert veretek és más állatalakokat ábrázoló veretek egy része is az íjtegezen helyezkedhetett el.

## Lásd még
- Tegez
- Szkíták

## Külső hivatkozások
- Arany gorütosz II. Philipposz makedón király sírjából